# Zacapoaxtla (kommun)
Zacapoaxtla är en kommun i Mexiko.   Den ligger i delstaten Puebla, i den sydöstra delen av landet, 170 km öster om huvudstaden Mexico City.
Följande samhällen finns i Zacapoaxtla:
- Zacapoaxtla
- Tatoxcac
- La Libertad
- San Juan Tahitic
- San Francisco Zacapexpan
- Los Cristales
- Santa Cruz Xaltetela
- El Molino
- Xalticpac
- Nexticapan
- Texocoyohuac
- Francisco I. Madero
- Xochitepec
- Xilita
- El Progreso
- Tatzecuala
- Héroes del Cinco de Mayo
- Cohuatzalpan
- Cuacuilco
- Gonzalo Bautista
- Ixtacapan
- Calcahualco
- Mazapa
- Nexpanateno
- Insurgentes
- San Carlos
- Moragco
- Ahuatepec
- Colos
- Jardín de los Volcanes
- Independencia
- Tepoxac
- Los Manzanos
- San Rafael
- La Ermita